# 光學解析度
光學解析度是用來描述光學成像系統解析物體細節的能力。
最為世人所接受的解析度準則是由英國瑞利爵士所提出的瑞利判別準則（Rayleigh criterion），當兩個等強度且不相干的光狹縫亮紋互相靠近而快要重疊時，兩者的光強度疊加之後，中心處亮暗紋的光強度比最亮處的光強度小一些，減小成為約 81% （{\displaystyle {\frac {8}{\pi ^{2}}}\approx 81.14\%}），如此，恰好可以判斷出來是來自於兩個不同的光狹縫。